# UFO: Alien Invasion
UFO: Alien Invasion je open source projekt, který se snaží napodobit hry slavné série X-COM. Autoři ale tvrdí, že se nesnaží o kopii původní hry. Celá hra je stavěna na silně modifikovaném Quake 2 enginu.